# 둘라

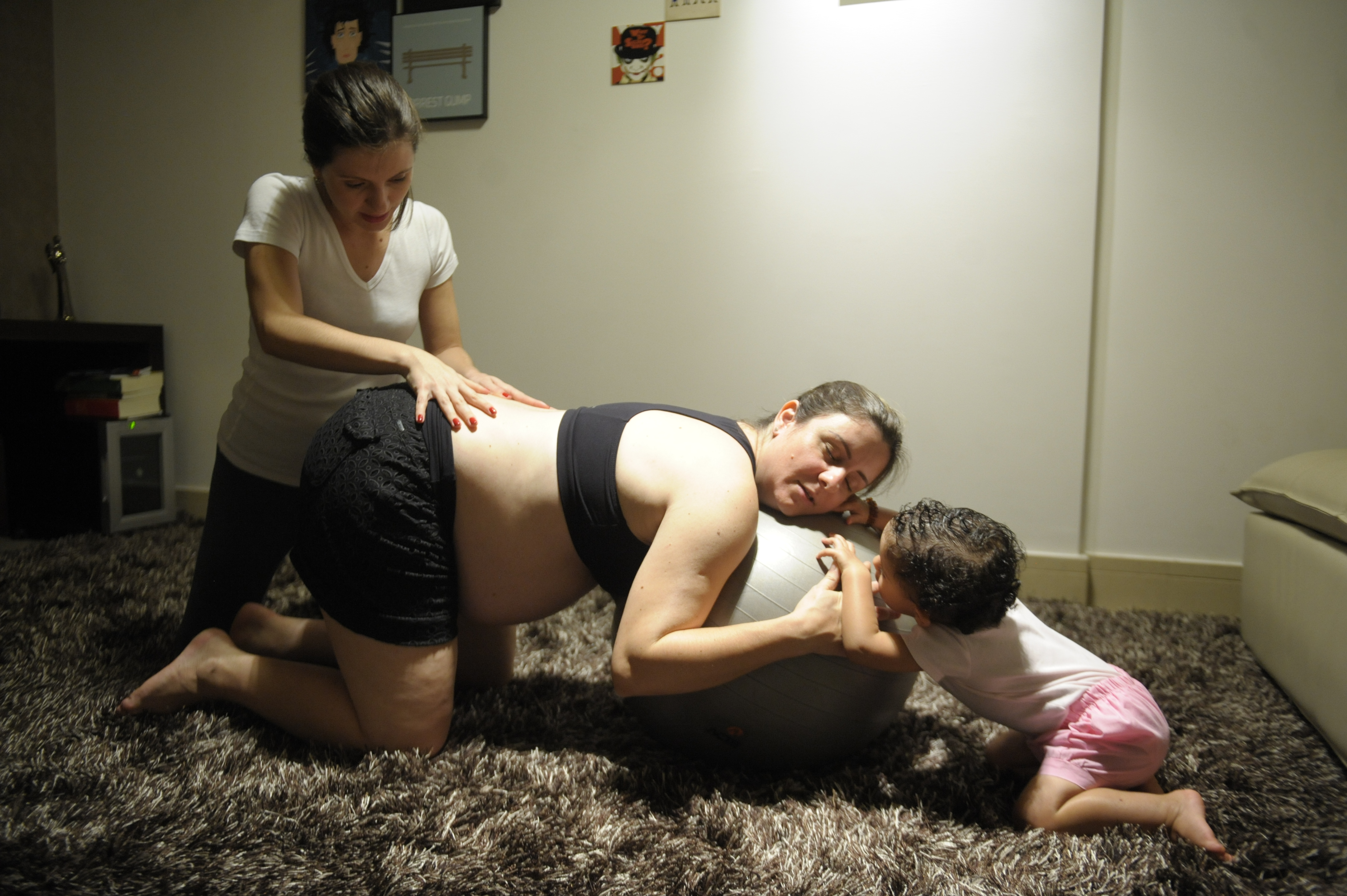
분만 준비를 위해 임산부를 안내하는 둘라(왼쪽). 편안한 촉감은 진통 중의 수축을 완화하는 데 도움이 될 수 있다. 공과 출산 자세도 중요하다.

둘라(doula)는 다른 사람들의 서비스를 위한 전문가 지도를 제공하고 출산, 유산, 낙태, 사산과 같은 중요한 건강 관련 경험뿐만 아니라 사망과 같은 비생산적 경험을 통해 다른 사람(둘라의 고객)을 지원하는 훈련된 전문가다. 둘라는 또한 고객의 파트너, 가족, 친구들에게 지원을 제공할 수 있다.
둘라의 목표와 역할은 고객이 안전하고 편안함을 느낄 수 있도록 돕는 것으로, 고객의 의료를 제공하는 의료 전문가의 역할을 보완한다. 의사, 조산사, 간호사와 달리, 둘라는 약물이나 다른 치료를 하거나 의학적 조언을 할 수 없다. 훈련과 인증 과정은 전 세계적으로 다양하지만, 개인은 둘라로 일하기 위해 훈련을 완료해야 할 수도 있다.
어떤 사람들은 자원봉사자로 일하고, 다른 사람들은 그들의 고객, 의료 기관 또는 다른 민간 및 공공 기관에 의해 그들의 서비스에 대한 보수를 받는다. 둘라는 다양한 양의 훈련을 받으며, 그들의 전문성 또한 다양하다.
생식 경험과 말기 치료에서 돌라의 기여는 연구되었고 그들의 고객들에게 이익이 되는 것으로 나타났다. 예를 들어, 출산 중 지원을 제공하는 둘라는 질 출산의 가능성을 증가시키고, 분만 중 진통제의 필요성을 감소시키며, 출산 경험에 대한 인식을 향상시킬 수 있다.
다른 유형의 지원을 제공하는 둘라의 이점은 잘 연구되지 않았지만, 의료 서비스에 대한 고객의 경험을 개선하거나 개인이 건강 전환에 대처하는 데 도움이 될 수 있다.